# Polypoetes sublucens
Polypoetes sublucens är en fjärilsart som beskrevs av Paul Dognin 1909. Polypoetes sublucens ingår i släktet Polypoetes och familjen tandspinnare. Inga underarter finns listade i Catalogue of Life.